# Jens Ackermann
Jens Ackermann (ur. 2 lipca 1975 w Magdeburgu) – polityk niemiecki, poseł Bundestagu, członek FDP. 
W latach 1982–90 uczył się w Polytechnische Oberschule Firedrich Engels w Wanzleben. W latach 1991–94 uczęszczał do Börde-Gymnasium, gdzie w ostatnim roku nauki zdał maturę. Później odbył przymusową służbę wojskową w Hildesheim, gdzie służył w Batalionie Sanitarnym (Sanitätsbataillon). Później krótko pracował w swojej firmie Ackermann GmbH gdzie zajmowała się transportem medycznym. Od 1995 do 1998 studiował na wydziale pielęgniarstwa i medycyny ratunkowej na uniwersytecie w Magdeburgu. W roku 1999 pracował jako asystent ratownika w Akwizgranie. W latach 1998–2005 robił studia na Uniwersytecie Marcina Lutra w Halle. Od roku 2000 do 2004 członek rady gminy w Bottmersdorf. Od 2005 członek niemieckiego Bundestagu z ramienia partii FDP. Ma syna. 